# Almodóvar del Río
Pour les articles homonymes, voir Almodovar et Del Rio.
Almodóvar del Río est une ville d’Espagne, dans la province de Cordoue, communauté autonome d’Andalousie.

## Histoire
Dans cette ville se trouve un magnifique château fort médiéval entièrement restauré en 1936.